# Almenara (Minas Gerais)
Almenara – miasto i gmina w Brazylii, w stanie Minas Gerais. Znajduje się na brzegu rzeki Jequitinhonha, w regionie znanym jako Dolina Jequitinhonha, jednym z najbiedniejszych regionów Brazylii.